# Приключения Калле-сыщика
«Приключения Калле-сыщика» — советский детский приключенческий двухсерийный телевизионный фильм, снятый по заказу Государственного комитета СССР по телевидению и радиовещанию, по мотивам книги Астрид Линдгрен «Приключения Калле Блюмквиста».

О приключениях мальчика Калле, мечтавшего стать сыщиком, и его друзей.

## Сюжет
В маленьком шведском городке идёт «война Алой и Белой Розы» — соперничество двух компаний ребят. «Белая Роза» — это главный герой Калле Блюмквист, Ева-Лотта и Андерс (Андреас). «Алая Роза» — их противники: Сикстен, Бенка и Йонте. Они похищают друг у друга «сокровища», например, Великого Мумрика (подлинную рукоятку от рыцарского меча, которую они наделяли магическими свойствами), берут друг друга в плен.
Однако ребята неожиданно становятся свидетелями загадочных событий. В город приезжает двоюродный брат мамы Евы-Лотты — дядя Эйнар. Он ведёт себя подозрительно. К тому же, за ним охотятся ещё два незнакомца. Выясняется, что всё это как-то связано с преступлением, о котором пишут в газетах — ограблением банкира. Калле и его друзья начинают расследование.

## В ролях
- Тадас Дилис — Калле Блумквист
- Моника Жебрюнайте — Ева-Лотта
- Арунас Букялис — Андерс (Андреас)
- Гедиминас Гирдвайнис — дядя Эйнар, кузен Мии, вор
- Аудрюс Валявичюс — Сикстен
- Айдас Витлипас — Бенка
- Ритас Белявичюс — Йонте
- Йонас Алекса — Артур / «Бледный», вор
- Донатас Каткус — «Противный», вор
- Повилас Гайдис — комиссар полиции
- Эдгарас Савицкис — полицейский Бьйорк
- Рамутис Йонас Римейкис — полицейский Юргенс Сантенсон
- Вайва Вида Майнелите — Миа, мама Евы-Лотты
- Нийоле Ожелите — Фрида
- Стяпас Юкна — портье Гари
- Регина-Мария Варнайте — Мэри
- Витаутас Паукште — отец Калле
- Эдуардас Кунавичюс — продавец скобяной лавки
- Долорес Казрагите - мама Сикстена
- Римгаудас Карвялис - папа Сикстена
- Тадас Шярнас - папа Евы-Лотты
- Альгирдас Заланскас - дежурный полицейский

## Съёмочная группа
- Режиссёр: Арунас Жебрюнас
- Сценарист: Арунас Жебрюнас
- Оператор: Йонас Грицюс
- Композитор: Вячеслав Ганелин
- Художник: Юзефа Чейчите
- Тексты песен: Владас Шимкус

## Съёмки
- Уличные эпизоды фильма снимались главным образом на улице Стиклю в Вильнюсе (Stiklių gatvė, Vilnius).
- В фильме задействованы несколько раритетных автомобилей: NSU-Fiat 1500 Cabriolet, NSU-Fiat 500 Spyder Sport, NSU-FIAT 1100cc Balilla 508 Cabriolet Glaser, Oldsmobile Six, Mercedes-Benz[1].
- В книге Калле Блумквисту 13 лет, а в фильме — 7.